# Communauté de communes du Cézallier
Die Communauté de communes du Cézallier ist ein ehemaliger französischer Gemeindeverband mit der Rechtsform einer Communauté de communes im Département Cantal in der Region Auvergne-Rhône-Alpes. Sie wurde am 30. Dezember 1998 gegründet und umfasste 17 Gemeinden. Der Verwaltungssitz befand sich in der Gemeinde Marcenat. Der Gemeindeverband war nach dem Bergmassiv Cézallier benannt.

## Historische Entwicklung
Nachdem der Gemeindeverband am 30. Dezember 1998 mit 17 Mitgliedsgemeinden gegründet worden war, trat diesem am 1. Januar 2010 die Gemeinde Saint-Saturnin bei.
Mit Wirkung vom 1. Januar 2017 fusionierte der Gemeindeverband mit der Communauté de communes du Pays de Murat und der Communauté de communes du Pays de Massiac und bildete so die Nachfolgeorganisation Communauté de communes Hautes Terres. Bei dieser Gelegenheit schloss sich die Gemeinde Lugarde der Communauté de communes du Pays Gentiane und die Gemeinde Montgreleix der Communauté de communes du Massif du Sancy an.

## Ehemalige Mitgliedsgemeinden
Die 17 Mitgliedsgemeinden waren:
| Gemeinde               | Einwohner 1. Januar 2022 | Fläche km² | Dichte Einw./km² | Code INSEE | Postleitzahl |
| ---------------------- | ------------------------ | ---------- | ---------------- | ---------- | ------------ |
| Allanche               | 783                      | 49,89      | 16               | 15001      | 15160        |
| Chanterelle            | 99                       | 19,72      | 5                | 15040      | 15190        |
| Charmensac             | 72                       | 15,17      | 5                | 15043      | 15500        |
| Condat                 | 950                      | 40,24      | 24               | 15054      | 15190        |
| Joursac                | 155                      | 21,11      | 7                | 15080      | 15170        |
| Landeyrat              | 86                       | 21,28      | 4                | 15091      | 15160        |
| Lugarde                | 119                      | 13,43      | 9                | 15110      | 15190        |
| Marcenat               | 510                      | 51,47      | 10               | 15114      | 15190        |
| Montboudif             | 163                      | 20,42      | 8                | 15129      | 15190        |
| Montgreleix            | 31                       | 17,63      | 2                | 15132      | 15190        |
| Peyrusse               | 141                      | 29,26      | 5                | 15151      | 15170        |
| Pradiers               | 81                       | 23,61      | 3                | 15155      | 15160        |
| Saint-Bonnet-de-Condat | 113                      | 17,32      | 7                | 15173      | 15190        |
| Saint-Saturnin         | 191                      | 38,71      | 5                | 15213      | 15190        |
| Ségur-les-Villas       | 215                      | 26,69      | 8                | 15225      | 15300        |
| Vernols                | 59                       | 24,20      | 2                | 15253      | 15160        |
| Vèze                   | 64                       | 25,46      | 3                | 15256      | 15160        |